# 上級國民
上級国民（日语：／）是日本俚語，常見於網絡，意思是與一般国民不同的上等国民。曾於2015年及2019年入選新語、流行語大賞候選。
詞語無明確定義，可以單指富裕階層或上流階級，亦可以指言行令普通人匪夷所思的政治人物、專家、官僚等，或能夠利用政治、金錢等力量逃避罪責的階層。「上級国民」一詞可追溯到大正時代，當時已有數人使用這新造詞，不過未有廣泛普及。隨著2020年東京奧運及殘奧會徽於2015年被揭發懷疑侵犯著作權，詞語開始快速普及。2018年2月於東京都港区的事故及2019年4月的東池袋汽車失控死傷事故發生時，網絡上亦有使用這詞語。
2015年9月1日，奧組委宣布撤回會徽、重新設計，同時稱會徽「並未侵犯著作權，但無法得到一般国民理解」，「專家清楚，不過很遺憾，一般国民不理解」。傳媒報道及互聯網上的言論等則借這番說話，反稱會徽為「超越一般人感覺及理解的東西」。
佐佐木惣一曾在1916年的著作《立憲非立憲》中，指「部分範圍的国民」可「稱為上級国民」，並將「經君主任命者」與「經上級国民指定者」並列。
清多英羽指，18 - 19世紀的教育家約翰·亨里希·裴斯泰洛齊在「貧民與上級国民」的二元對立中，選擇重視貧民教育。

## 使用歷史
詞語最初出自佐佐木惣一。1916年正值大正民主，憲法学者佐佐木在《立憲非立憲》中，將「部分門第及職業的国民」命名為「上級国民」。
1935年，小山文太郎在講演中用了這詞語，不過未有說明具体意思。

### 東京奧運及殘奧會徽設計
2015年，2020年東京奧運及殘奧會徽被指設計懷疑侵犯著作權，奧組委召開記者会交代看法，引發傳媒報道中及互聯網上的使用熱潮。
因應2015年夏季至秋季的一系列爭議事件，9月1日，第32屆夏季奧林匹克運動會組織委員會宣布撤回一度定案的佐野研二郎版本，設計從頭來過。在記者会上，奧組委事務總長武藤敏郎引用選考委員長永井一正說法，稱設計的原創性「專家清楚，不過很遺憾，一般国民不理解」。由於發言中數次提到「一般国民」，被調侃成設計界的「天選者意識」，並稱之為「上級国民」。
此番發言及後被批評為「高高在上」，教育評論家尾木直樹曾直斥「身為一般国民真是抱歉啊！」Ameba News報道認為，不少人相信都有這類看法，「上級国民」一詞進入Twitter熱詞前幾名即可證明這一點。
9月5日，《日刊現代》引用自由撰稿人井上俊幸的評論介紹「上級国民」一詞，並稱「上級国民」在網上代指「手握權力者」，「一般国民」則是「網民」的代名詞，二者呈現「階級鬥爭」態勢。9月10日，同報以「上級国民」代指參與審查的設計師永井等人。
受上述事件影響，詞語獲提名為2015年新語、流行語大賞候選詞。

### 東池袋汽車失控死傷事故
2019年，東京發生東池袋汽車失控死傷事故，司機的社会地位及待遇引發互聯網上的使用熱潮。
2019年4月，87歲高齡的飯塚幸三駕駛的車輛在路上失控，引致斑馬線上正在過馬路的31歲及3歲母女死亡，另有9人受傷，飯塚則因入院治療而未被逮捕。2日後，神戶市中央区有市營巴士撞向行人隊伍，引致2人死亡、4人受傷，男性司機當場被捕；約一個月後，滋賀縣大津有女性駕車出事，引致2名保育園兒死亡，司機亦被現行犯逮捕。而傳媒報道飯塚幸三時，亦未有使用「疑犯」称呼，而是稱作「前官僚」、「前院長」，加上飯塚是原通商產業省的前高級官僚，離任後曾「紆尊降貴」擔任業界團体会長及大型機械製造商董事，網路上有不少人認為他是「上級国民」，責任被不当地免除。實際上，飯塚是因為需要入院治療而未被拘捕，而傳媒不會對未被拘捕的人使用「疑犯」称呼。
受上述事件影響，詞語獲提名為2019年新語、流行語大賞候選詞，並於5月獲選為大辞泉每月評選一次的「今年的新語」，在「第4回大辭泉選擇的新語大賞」中亦為普通人第3多去信選擇的詞語。
同年8月，由橘玲編寫、小学館出版的書籍《上級国民/下級国民》發售，發行冊数達至13万本。

## 脚注

### 註解
1. ↑  ISBN 4062923661
2. ↑  見東池袋汽車失控死傷事故。
3. ↑  紆尊降貴或「下凡」（天下り）指日本政府官僚退休后到利益相关的公司任高级职务的现象